# Frontil (Alquería)
La alquería de Frontil (al-Funtayn) fue un antiguo poblado de época antigua, tardoantigua y medieval. La alquería se localizaba a los pies del Hacho -a unos 500 m s. n. m.-, donde nace el manantial del arroyo de El Frontil, en el actual municipio de Loja, muy próximo a la Vega de Don Antonio, en el municipio colindante de Huétor Tájar. 

## Localización
La alquería de Frontil se ubicaba en torno a tres unidades geográficas bien contrastadas: al norte se disponía la sierra del Hacho de fuertes pendientes y suelo poco desarrollado y pobre que permitía un casi nulo aprovechamiento; a sus pies se desarrollaba una suave y continuada pendiente que permitía el desarrollo de un suelo más profundo y por lo tanto su aprovechamiento para el cultivo; y por último, gracias a las suregencias del macizo calizo del Hacho existía un importante arroyo, homónimo con la alquería, que permitió el desarrollo de una llanura aluvial a partir de la cual se articuló el poblamiento de la alquería en tiempos históricos.

## Topónimo
El topónimo Frontil, proviene del árabe al-Funtayn, que ha sido identificado con el anejo, del municipio de Loja, Frontil, por diversos autores.